# برعی بشیر
برعی بشیر (عربی: برعي أحمد البشير؛ 1932 – ۶ آوریل ۲۰۱۲) بازیکن فوتبال اهل سودان بود.
از باشگاه‌هایی که در آن بازی کرده‌است می‌توان به باشگاه فوتبال المریخ و باشگاه فوتبال الهلال ام درمان اشاره کرد.
وی همچنین در تیم ملی فوتبال سودان بازی کرده‌است.